# Jampirejo
Jampirejo is een bestuurslaag in het regentschap Temanggung van de provincie Midden-Java, Indonesië. Jampirejo telt 4342 inwoners (volkstelling 2010).